# Julien de La Rochenoire

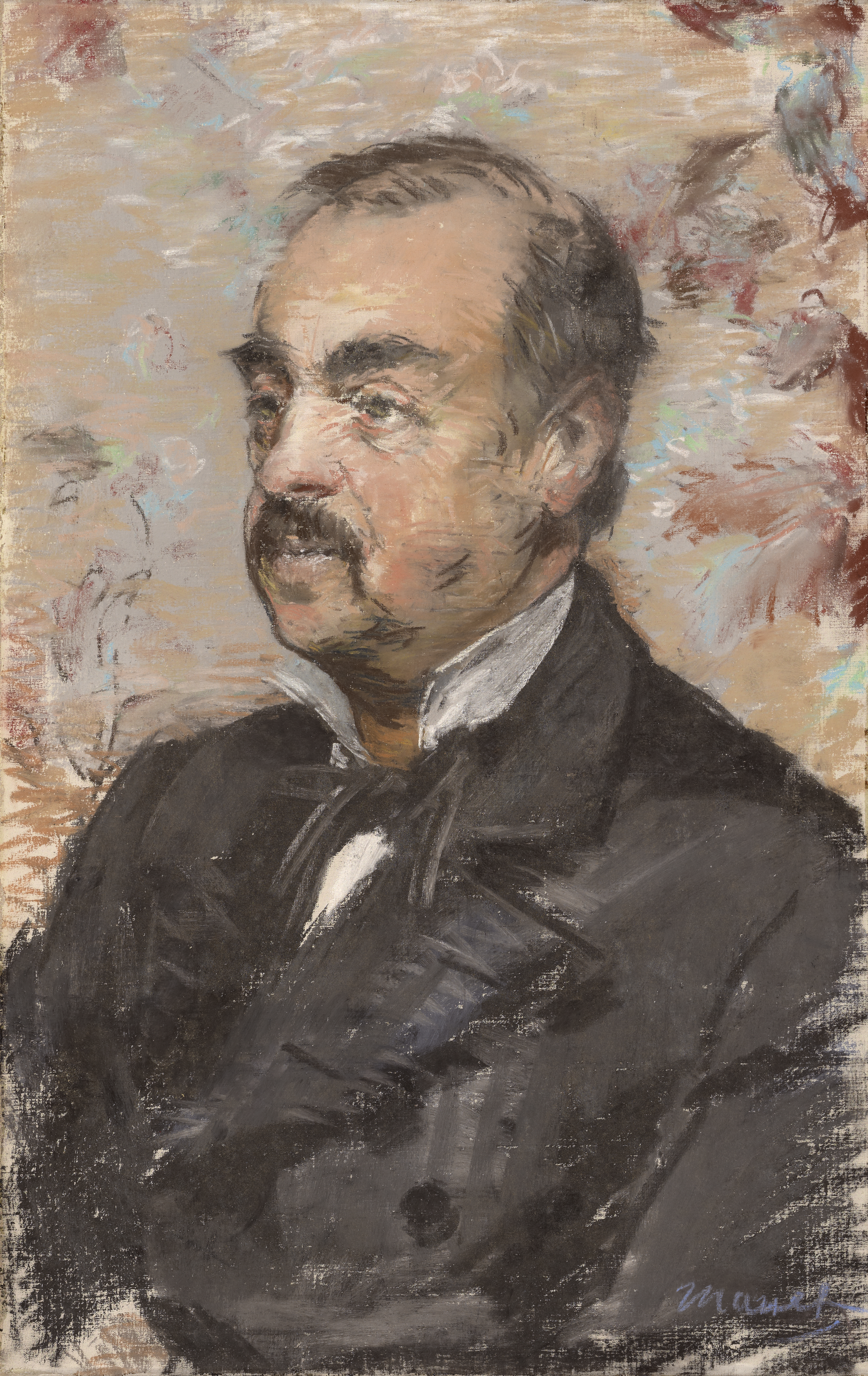
Édouard Manet: Porträt des Julien de la Rochenoire

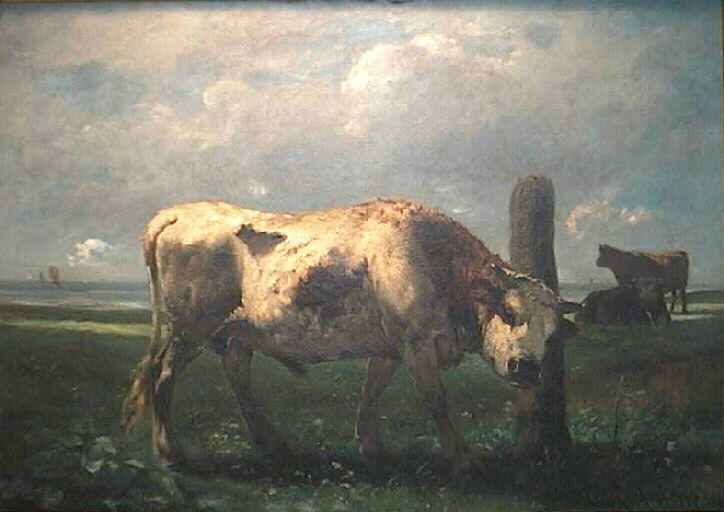
Julien de La Rochenoire: Jeune taureau dans la vallée d’Auge

Émile Charles Julien de La Rochenoire (* 13. September 1825 in Le Havre; † Juni 1899 in Paris) war ein französischer Maler und Radierer.

## Leben und Werk
Der aus Le Havre stammende La Rochenoire studierte in Paris Malerei in den Ateliers von Léon Cogniet, Charles Gleyre und Constant Troyon. Von 1857 bis 1878 stellte er seine Arbeiten regelmäßig im Salon de Paris aus und benutze dabei sowohl den Namen Rochenoire als auch La Rochenoire. Sein Werk umfasst neben der Ölmalerei auch Pastelle, Aquarelle und Radierungen. Als Motive wählte er Seestücke, Genreszenen, Historienbilder und Landschaftsmotive seiner normannischen Heimat. Bekannt ist er vor allem für seine Tierdarstellungen, wobei er besonders häufig Kühe malte.
Obwohl seine Malerei eher konventionell war und sich an der Tradition der Académie des Beaux-Arts orientierte, organisierte La Rochenoire 1870 ein Komitee, das den Wahlmodus der Jury des Salon de Paris ändern sollte. Auf der von diesem Komitee für die Jury aufgestellte Kandidatenliste finden sich neben seinen Freunden Charles-François Daubigny und Édouard Manet auch die Namen der Maler Jean-Baptiste Camille Corot, Honoré Daumier, Armand Gautier, François Bonvin, Gustave Courbet und Jean-François Millet. Lediglich Millet wurde später in die Jury des Salons berufen. Den Deutsch-Französischen Krieg verbrachte La Rochenoire wie seine Malerkollegen Camille Pissarro und Charles-François Daubigny in London. Dort traf er auch Claude Monet, mit dem er ebenfalls befreundet war. Von der Freundschaft zu Édouard Manet zeugt dessen 1882 entstandenes Pastellbild Porträt des Julien de La Rochenoire.

## Werke in öffentlichen Sammlungen
- Vaches au paturages (Bleville). 1866, Musée des Beaux-Arts, Rouen
- Jeune taureau dans la vallée d’Auge. 1868, Musée d’Art et d’Histoire, Lisieux